# Marquard Bohm
Marquard Bohm (ur. 27 czerwca 1941 w Hamburgu, zm. 3 lutego 2006 w Wetter) – niemiecki aktor.
Był młodszym bratem aktora i reżysera Harka Bohma. Zyskał popularność w latach 60. i 70., nazywany był „niemieckim Belmondo”. Wystąpił m.in. w filmach Rainera Wernera Fassbindera Der amerikanische Soldat (1970) i Wildwechsel (1973). Współpracował również z innymi reżyserami, m.in. Wimem Wendersem, Helmutem Herbstem, Rudolfem Thome, bratem Harkiem.
Próbował sił także jako reżyser (Na und, 1967; Terror Desire, 1971) i scenarzysta (Na und). Od 1986 występował na scenie teatru w Bochum.